# Трка на 100 метара са препонама
Трка на 100 метара са препонама је женска олимпијска атлетска дисциплина. У трци се користи десет препона висине 83,8 цм које су равномерно распоређене целом дужином стазе. Оне су такве конструкције да их атлетичарка може оборити, што се не рачуна као погрешка, али значајно смањује почетну брзину. Такмичари у овој дисциплини стартују из стартних блокова, исто као и они који трче 100 метара без препона.
Прва препона се налази на удаљености од 13 метара од стартне линије, а све препоне су међусобно удаљене 8,5 метара. Последња препона је удаљена 10,5 метара од циљне линије трке.
Ово је искључиво женска дисциплина, пошто мушкарци трче на 110 метара са препонама.
Најбоље атлетичарке у овој дисциплини обично постижу резултате око 12,5 секунди. Најбоље време у овој дисциплини и светски рекорд држи Јорданка Донкова из Бугарске са резултатом од 12,21 секунди.

## Историјат трке
Трке са препонама за жене почеле су да се одржавају на почетцима развоја женске атлетике, непосредно после Првог светског рата. Међутим у почетку је дужина тркачке стазе и висина препона варирала, за разлику од мушке дисциплине која се од самих почетака па до данас трчи на 110 метара. Прва трка на 100 метара са препонама за жене одржана је 1922. године на женским спортским играма у Паризу.
У периоду од 1926. до 1968. жене су трчале на 80 метара са препонама. У тим тркама кориштено је 8 препона висине 76,2 цм које су међусобно биле удаљене по 8 метара. Све до 1935. године правилима је било дозвољено рушење максимално 3 препоне, након чега је следила дисквалификација из трке, а рекорди су службено признавани само уколико би атлетичарка претрчала целу стазу без иједне оборене препоне. То правило је укинуто 1935. године, и тада су уведене препоне у облику латиничног слова Л које при удару у њих падају напред и тако смањују могућност повреде такмичарки.
Женска трка на 80 метара са препонама укључена је у програм Олимпијских игара 1932. године, иако је било планирано да се ова дисциплина појави на Играма 4 године раније.
Током 1960-их трчале су се експерименталне трке на 100 метара дугој стази са препонама висине 76,2 цм, а на Олимпијским играма 1968. је објављено да ће жене убудуће трчати деоницу од 100 метара са препонама висине 84 цм. Већ наредне године одржана је прва службена трка на 100 метара са препонама за жене у оквиру Европског првенства у атлетици на отвореном, а прва победница је била Источна Немица Карин Балзер.
Поређење између трке на 80 метара и трке на 100 метара:
| Дужина стазе | Број препона | Висина  | Удаљеност од | Удаљеност од | Удаљеност од |
| Дужина стазе | Број препона | Висина  | Старта       | Међусобно    | Циља         |
| ------------ | ------------ | ------- | ------------ | ------------ | ------------ |
| 80 м         | 8            | 76,2 цм | 12 м         | 8,0 м        | 12,0 м       |
| 100 м        | 10           | 83,8 цм | 13 м         | 8,5 м        | 10,5 м       |

### Историјат резултата
80 метара са препонама
- Прво службено мерено време: 13 с; Људмила Сичрова (Чехословачка); 6. јун 1926.
- Први службени светски рекорд: 12,8 с; Ева вон Бридау (З. Немачка); 14. јун 1927.
- Прво време испод 12 секунди: 11,8 с; Марџори Кларку, (ЈАР); 24. мај 1934.
- Прво време испод 11 скунди: 10,9 с; Шири Стрикланд, (Аустралија); 24. ју 1952.
- Последњи службени светски рекорд: 10,2 с; Вера Корсакова (СССР); 16. јун 1968.

100 метара са препонама
- Први службени резултат са редукованим препонама (висине 76,2 цм): Памела Килборн, (Аустралија); 26. новембар 1961.
- Први резултат са препонама стандардне висине (83,8 цм): 15,1 с; Кони Питерсон, (САД); 28. мај 1966.
- Први службени светски рекорд: 13,3 с; Карин Балзер (И. Немачка); 20. јун 1969.
- Прво време испод 13 секунди: 12,9 с; Карин Балзер (И. Немачка); 5. септембар 1969.
- Прво време испод 12,5 секунди:
  - 12,3 с; Анели Ерхардт (И. Немачка); 20. јул 1973. (последњи рекорд мерен ручно)
  - 12,48 с; Гразина Рабштин (Пољска); 10. јун 1978.
- Прво време испод 12,3 секунде: 12,29 с; Јорданка Донкова (Бугарска); 17. август 1986.

### Најуспешније атлетичарке
- Ширли Стрикланд, (Аустралија): два олимпијска злата 1952. и 1956. на 80 метара са препонама;
- Гејл Диверс (САД): трострука светска првакиња 1993, 1995. и 1999.

## Олимпијске победнице на 80 метара препоне
| Игре               | Злато                    | Сребро                       | Бронза                       |
| Лос Анђелес 1932.  | Бејб Дидриксон (USA)     | Евелин Хал (USA)             | Марџори Кларк (RSA)          |
| Берлин 1936.       | Требисонда Вала (ITA)    | Ани Штеуер (GER)             | Елизабет Тејлор (CAN)        |
| Лондон 1948.       | Фани Бленкерс Коен (NED) | Морин Гарднер (GBR)          | Ширли Стрикланд (AUS)        |
| Хелсинки 1952.     | Ширли Стрикланд (AUS)    | Марија Голубничаја (URS)     | Марија Сандер (GER)          |
| Мелбурн 1956.      | Ширли Стрикланд (AUS)    | Гизела Келер Биркмајер (EUA) | Норма Троуер (AUS)           |
| Рим 1960.          | Ирина Прес (URS)         | Керол Квинтон (GBR)          | Гизела Келер Биркмајер (EUA) |
| Токио 1964.        | Карин Балзер (EUA)       | Тереза Ћепли (POL)           | Пам Килборн (AUS)            |
| Мексико Сити 1968. | Морин Керд (AUS)         | Пам Килборн (AUS)            | Кај Ченг (ROC)               |

## Олимпијске победнице на 100 метара препоне
| Игре                       | Злато                    | Сребро                    | Бронза                    |
| Минхен 1972                | Анели Ерхарт (DDR)       | Валерија Буфану (ROU)     | Карин Балцер (DDR)        |
| Монтреал 1976              | Јохана Шалер-Клир (DDR)  | Татјана Анисимова (SSSR)  | Наталија Лебедева (SSSR)  |
| Москва 1980                | Вера Комисова (SSSR)     | Јохана Шалер-Клир (DDR)   | Лусина Лангер (POL)       |
| Лос Анђелес 1984           | Бенита Фицџералд (USA)   | Ширли Стронг (GBR)        | Мишел Шардоне (FRA)       |
| Лос Анђелес 1984           | Бенита Фицџералд (USA)   | Ширли Стронг (GBR)        | Ким Тарнер (USA)          |
| Сеул 1988                  | Јорданка Донкова (BUL)   | Глорија Зиберт (DDR)      | Клаудија Зацкијевић (FRG) |
| Барселона 1992             | Воула Патулиду (GRE)     | Лавона Мартин (USA)       | Јорданка Донкова (BUL)    |
| Атланта 1996               | Људмила Енквист (SWE)    | Бригита Буковец (SLO)     | Патриција Жирар (FRA)     |
| Сиднеј 2000                | Олга Шишгина (KAZ)       | Глори Алози (NGR)         | Мелиса Морисон (USA)      |
| Атина 2004                 | Џоана Хејс (USA)         | Олена Красовска (UKR)     | Мелиса Морисон (USA)      |
| Пекинг 2008 детаљи         | Дон Харпер (USA)         | Сали Пирсон (AUS)         | Присила Лопез-Шлип (CAN)  |
| Лондон 2012 детаљи         | Сали Пирсон (AUS)        | Дон Харпер (USA)          | Кели Велс (USA)           |
| Рио де Жанеиро 2016 детаљи | Бриана Ролинс (USA)      | Ниа Али (USA)             | Кристи Кастлин (USA)      |
| Токио 2020                 | Џезмин Камачо-Квин (PUR) | Кендра Херисон (USA)      | Меган Тапер (JAM)         |
| Париз 2024                 | Масаи Расел (USA)        | Сирена Самба-Мајела (FRA) | Џезмин Камачо-Квин (PUR)  |
| Лос Анђелес 2028           |                          |                           |                           |

## Светске шампионке на 100 метара препоне
| Првенство              | Злато                       | Сребро                      | Бронза                      |
| Хелсинки 1983          | Бетине Јан (DDR)            | Керстин Кнабе (DDR)         | Гинка Загорчева (BUL)       |
| Рим 1987               | Гинка Загорчева (BUL)       | Глорија Ујбел-Зиберт (DDR)  | Корнелија Ошкенат (DDR)     |
| Токио 1991             | Људмила Нарожиленко (SSSR)  | Гејл Диверс (USA)           | Наталија Григорјева (SSSR)  |
| Штутгарт 1993          | Гејл Диверс (USA)           | Марија Азјабина (RUS)       | Линда Толберт-Гуд (USA)     |
| Гетеборг 1995          | Гејл Диверс (USA)           | Олга Шишгина (KAZ)          | Јулија Граудин (RUS)        |
| Атина 1997             | Људмила Енквист (SWE)       | Светла Димитрова (BUL)      | Мишел Фримен (JAM)          |
| Севиља 1999            | Гејл Диверс (USA)           | Глори Алози (NGR)           | Људмила Енквист (SWE)       |
| Едмонтон 2001          | Анџенет Киркланд (USA)      | Гејл Диверс (USA)           | Олга Шишгина (KAZ)          |
| Сен Дени 2003          | Пердита Фелисијен (CAN)     | Бригите Фостер-Хилтон (JAM) | Мјеша Мекелви (USA)         |
| Хелсинки 2005          | Мишел Пери (USA)            | Делорин Енис-Лондон (JAM)   | Бригите Фостер-Хилтон (JAM) |
| Осака 2007             | Мишел Пери (USA)            | Пердита Фелисијен (CAN)     | Делорин Енис-Лондон (JAM)   |
| Берлин 2009            | Бригите Фостер-Хилтон (JAM) | Присила Лопез-Шлип (CAN)    | Делорин Енис-Лондон (JAM)   |
| Даегу 2011 детаљи      | Сали Пирсон (AUS)           | Даниел Карутерс (USA)       | Дон Харпер (USA)            |
| Москва 2013 детаљи     | Бриана Ролинс (USA)         | Сали Пирсон (AUS)           | Тифани Харпер (GBR)         |
| Пекинг 2015 детаљи     | Даниел Вилијамс (JAM)       | Синди Роледер (GER)         | Алина Талај (BLR)           |
| Лондон 2017 детаљи     | Сали Пирсон (AUS)           | Дон Харпер-Нелсон (USA)     | Памела Дуткијевић (GER)     |
| Доха 2019 детаљи       | Ниа Али (USA)               | Кендра Херисон (USA)        | Даниел Вилијамс (JAM)       |
| Јуџин 2022 детаљи      | Тоби Амусан (NGR)           | Британи Андерсон (JAM)      | Џезмин Камачо-Квин (PUR)    |
| Будимпешта 2023 детаљи | Даниел Вилијамс (JAM)       | Џезмин Камачо-Квин (PUR)    | Кендра Херисон (USA)        |
| Токио 2025             |                             |                             |                             |

## Најбрже свих времена

#### Листа 10 најбољих остварења атлетичарки у дисциплини 100 метара са препонама
(Стање на дан 14. новембар 2024)
| Ранг | Време | Ветар (м/с) | Атлетичарка         | Држава     | Датум              | Место        |
| ---- | ----- | ----------- | ------------------- | ---------- | ------------------ | ------------ |
| 1    | 12,12 | +0,9        | Тоби Амусан         | Нигерија   | 24. јул 2022.      | Јуџин        |
| 2    | 12,20 | +0,3        | Кендра Херисон      | САД        | 22. јул 2016.      | Лондон       |
| 3    | 12,21 | +0,7        | Јорданка Донкова    | Бугарска   | 20. август 1988.   | Стара Загора |
| 4    | 12,24 | -0,4        | Акера Нуџент        | Јамајка    | 30. август 2024.   | Рим          |
| 5    | 12,25 | +1,4        | Гинка Загорчева     | Бугарска   | 8. август 1987.    | Драма        |
| 5    | 12,25 | +0,7        | Масаи Расел         | САД        | 30. јун 2024.      | Јуџин        |
| 7    | 12,26 | +1,7        | Људмила Нарожиленко | Русија     | 6. јун 1992.       | Севиља       |
| 7    | 12,26 | +1,2        | Бриана Ролинс       | САД        | 22. јун 2013.      | Де Мојн      |
| 7    | 12,26 | -0,2        | Џезмин Камачо-Квин  | Порторико  | 1. август 2021.    | Токио        |
| 10   | 12,28 | +1,1        | Сали Пирсон         | Аустралија | 3. септембар 2011. | Даегу        |

## Континентални рекорди у трци на 100 метара са препонама за жене
(стање 14. новембар 2024)
|     | Време | Ветар м/с | Атлетичарка            | Држава                        | Место        | Датум              |
| --- | ----- | --------- | ---------------------- | ----------------------------- | ------------ | ------------------ |
| АЗР | 12,44 | -0,8      | Олга Шишгина           | Казахстан                     | Луцерн       | 27. јун 1995.      |
| АФР | 12,12 | +0,3      | Тоби Амусан            | Нигерија                      | Јуџин        | 24. јул 2022.      |
| ЕР  | 12,21 | +0,7      | Јорданка Донкова       | Бугарска                      | Стара Загора | 20. август 1988.   |
| САР | 12,20 | +0,3      | Кендра Херисон         | САД                           | Лондон       | 22. јул 2016.      |
| ЈАР | 12,49 | +1,3      | Марибел Ванеса Каиседо | Еквадор                       | Фејетвил     | 23. мај 2024.      |
| ОКР | 12,28 | +1,1      | Сали Пирсон            | Аустралија                    | Даегу        | 3. септембар 2011. |
| РС  | 12,99 | +1,8      | Милица Емини           | Србија АК Војводина, Нови Сад | Краљево      | 29. јул 2023.      |